# Taijo Teniste
Taijo Teniste (Tartu, 31 gennaio 1988) è un calciatore estone, centrocampista del Welco Tartu e della nazionale estone.

## Carriera
Teniste ha iniziato la carriera con la maglia del Tartu SK 10, per passare poi al Levadia Tallinn, in Meistriliiga. Il 12 luglio 2005 ha avuto l'opportunità di esordire nelle competizioni europee per club, schierato titolare nella vittoria per 1-0 sulla Dinamo Tbilisi, sfida valida per i turni preliminari dell'edizione stagionale della Champions League. Con la maglia del Levadia Tallinn ha vinto 4 campionati (2006, 2007, 2008 e 2009), 2 coppe nazionali (2006-2007 e 2009-2010) ed una supercoppa (2010).
Il 31 agosto 2011 è stato ufficializzato il suo trasferimento, con la formula del prestito, ai norvegesi del Sogndal. Ha debuttato nell'Eliteserien l'11 settembre successivo, sostituendo Ole Jørgen Halvorsen nel pareggio a reti inviolate contro l'Aalesund. A fine stagione, il trasferimento è diventato poi a titolo definitivo.
Al termine del campionato 2014, il Sogndal è retrocesso in 1. divisjon. L'anno successivo, Teniste ha contribuito all'immediato ritorno della squadra in Eliteserien.
Il 14 agosto 2017, il Brann ha reso noto l'ingaggio di Teniste: il giocatore ha firmato un accordo valido dal 1º gennaio 2018, fino al 31 dicembre 2020. Ha scelto la maglia numero 2.
In vista della stagione 2021 ha fatto ritorno in patria, per giocare nel Tammeka Tartu.

### Nazionale
A livello giovanile, Teniste ha rappresentato l'Estonia Under-17, Estonia Under-18, Estonia Under-19, Estonia Under-21 e Estonia Under-23. Ha poi esordito in Nazionale maggiore in data 9 novembre 2007, subentrando ad Urmas Rooba nella sconfitta per 2-0 contro l'Arabia Saudita.

## Statistiche

### Presenze e reti nei club
Statistiche aggiornate all'8 gennaio 2021.
| Stagione               | Club                   | Campionato             | Campionato | Campionato | Coppe nazionali | Coppe nazionali | Coppe nazionali | Coppe continentali | Coppe continentali | Coppe continentali | Supercoppe | Supercoppe | Supercoppe | Totale | Totale |
| Stagione               | Club                   | Comp                   | Pres       | Reti       | Comp            | Pres            | Reti            | Comp               | Pres               | Reti               | Comp       | Pres       | Reti       | Pres   | Reti   |
| ---------------------- | ---------------------- | ---------------------- | ---------- | ---------- | --------------- | --------------- | --------------- | ------------------ | ------------------ | ------------------ | ---------- | ---------- | ---------- | ------ | ------ |
| 2004                   | Tartu SK 10            | 4L                     | 17         | 16         | CE              | ?               | ?               | -                  | -                  | -                  | -          | -          | -          | 17+    | 16+    |
| 2005                   | Levadia Tallinn        | ML                     | 12         | 2          | CE              | ?               | ?               | UCL                | 1                  | 0                  | SE         | ?          | ?          | 13+    | 2+     |
| 2006                   | Levadia Tallinn        | ML                     | 6          | 0          | CE              | ?               | ?               | CU                 | ?                  | ?                  | -          | -          | -          | 6+     | 0+     |
| 2007                   | Levadia Tallinn        | ML                     | 19         | 1          | CE              | ?               | ?               | UCL                | 2                  | 0                  | SE         | ?          | ?          | 21+    | 1+     |
| 2008                   | Levadia Tallinn        | ML                     | 31         | 2          | CE              | ?               | ?               | UCL                | 2                  | 0                  | SE         | ?          | ?          | 33+    | 2+     |
| 2009                   | Levadia Tallinn        | ML                     | 24         | 3          | CE              | ?               | ?               | UCL+UEL            | 4+2                | 0                  | SE         | ?          | ?          | 28+    | 3+     |
| 2010                   | Levadia Tallinn        | ML                     | 33         | 1          | CE              | ?               | ?               | UCL                | 2                  | 0                  | SE         | 1          | 0          | 36+    | 1+     |
| gen.-ago. 2011         | Levadia Tallinn        | ML                     | 23         | 4          | CE              | ?               | ?               | UEL                | 2                  | 0                  | SE         | 1          | 0          | 26+    | 4+     |
| Totale Levadia Tallinn | Totale Levadia Tallinn | Totale Levadia Tallinn | 148        | 13         |                 | ?               | ?               |                    | 15+                | 0+                 |            | 2+         | 0+         | 165+   | 13+    |
| ago.-dic. 2011         | Sogndal                | ES                     | 7          | 0          | CN              | -               | -               | -                  | -                  | -                  | -          | -          | -          | 7      | 0      |
| 2012                   | Sogndal                | ES                     | 24         | 0          | CN              | 1               | 0               | -                  | -                  | -                  | -          | -          | -          | 25     | 0      |
| 2013                   | Sogndal                | ES                     | 30         | 0          | CN              | 1               | 0               | -                  | -                  | -                  | -          | -          | -          | 31     | 0      |
| 2014                   | Sogndal                | ES                     | 25         | 0          | CN              | 2               | 0               | -                  | -                  | -                  | -          | -          | -          | 27     | 0      |
| 2015                   | Sogndal                | 1D                     | 25         | 0          | CN              | 2               | 0               | -                  | -                  | -                  | -          | -          | -          | 27     | 0      |
| 2016                   | Sogndal                | ES                     | 27         | 0          | CN              | 3               | 0               | -                  | -                  | -                  | -          | -          | -          | 28     | 0      |
| 2017                   | Sogndal                | ES                     | 26+2       | 1+0        | CN              | 2               | 0               | -                  | -                  | -                  | -          | -          | -          | 28     | 1      |
| Totale Sogndal         | Totale Sogndal         | Totale Sogndal         | 164+2      | 1+0        |                 | 11              | 0               |                    | -                  | -                  |            | -          | -          | 177    | 1      |
| 2018                   | Brann                  | ES                     | 23         | 1          | CN              | 1               | 0               | -                  | -                  | -                  | -          | -          | -          | 24     | 1      |
| 2019                   | Brann                  | ES                     | 26         | 1          | CN              | 2               | 0               | UEL                | 2                  | 1                  | -          | -          | -          | 30     | 2      |
| 2020                   | Brann                  | ES                     | 10         | 0          | -               | -               | -               | -                  | -                  | -                  | -          | -          | -          | 10     | 0      |
| Totale Brann           | Totale Brann           | Totale Brann           | 59         | 2          |                 | 3               | 0               |                    | 2                  | 1                  |            | -          | -          | 64     | 3      |
| 2021                   | Tammeka Tartu          | ML                     | 17+2       | 0          | CE              | 1               | 0               | -                  | -                  | -                  | -          | -          | -          | 20     | 0      |
| Totale                 | Totale                 | Totale                 | 405+4      | 32+0       |                 | 15+             | 0+              |                    | 17+                | 1+                 |            | 2+         | 0+         | 443+   | 33+    |

## Palmarès

### Club
- Campionato estone: 4

Levadia Tallinn: 2006, 2007, 2008, 2009
- Coppa d'Estonia: 2

Levadia Tallinn: 2006-2007, 2009-2010
- Supercoppa d'Estonia: 1

Levadia Tallinn: 2010